# Benin City
Benin City je hlavní město státu Edo na jihu Nigérie. Patří k největším nigerijským městům, žije v něm okolo půldruhého milionu obyvatel.

## Název
Ačkoliv název města může odkazovat na nedaleký stát Benin, původ názvu je historický. Pochází od tzv. Beninského království, a to z názvů etnik Edo a Bini, dnešní etnické skupiny Bini.

## Přírodní a klimatické poměry
Město má tropické savanové podnebí, nedaleko se nachází národní park Okomu. Největší město Nigérie, přístav Lagos, je vzdálen 330 km východním směrem. Řeka Benin leží zhruba 40 km severně. Východním okrajem města protéká řeka Ikpoba.

## Obyvatelstvo
Většinu obyvatel města tvoří Binijci (také Edové). 

## Historie
Ve 12. století zde Binijci vytvořili mocnou Beninskou říši. Její hlavní město patřilo k největším v tehdejší Africe a bylo proslulé svými mohutnými hradbami 
, kovovými sochami ptáků na střechách domů a širokými ulicemi, osvětlovanými olejovými lampami.
Město profitovalo s obchodu s otroky a navštívili jej portugalští průzkumníci. Obchodní vztahy v tomto směru zde probíhaly poměrně dlouhou dobu, vedly k růstu města, ale také k tomu, že celá lokalita byla nazývána otročí pobřeží. Mnozí z otroků skončili ve Spojených státech.  Město již ve své době patřilo k vysoce rozvinutým. Kromě zmíněných hradeb mívalo např. loučemi v noci osvětlené ulice.
Po úpadku obchodu s otroky se v 19. století rozvinul obchod s palmovým olejem a dalšími komoditami, nicméně toto nebylo do té míry pro městský stát přínosné a jeho hospodářská situace se začala postupně zhoršovat.

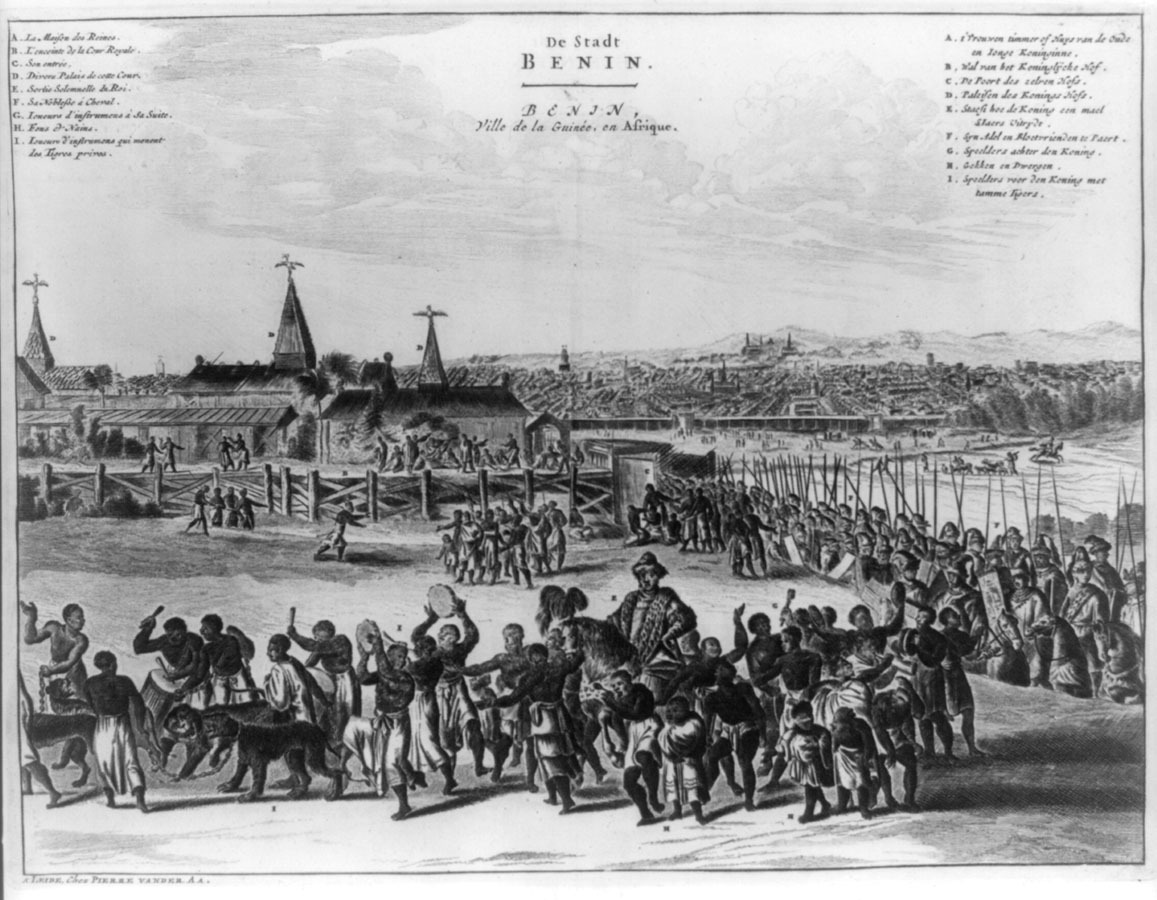
Dávné Benin City na staré kresbě.

V roce 1897 město zničila britská armáda jako trest za vyvraždění diplomatické mise vedené Jamesem Phillipsem. Všechny hodnotné artefakty byly odvezeny do Velké Brátnie; dnes se nacházejí v řadě muzeí po celém světě. Některé se zpět do Benin City vrátily.
Moderní Benin City vzniklo na troskách původního města. V roce 1914 byla pod britskou správou tradiční monarchie symbolicky obnovena.
V roce 1967 se město stalo metropolí krátce existující Beninské republiky, loutkového státu Biafry.
V roce 1972 vznikla z místní technické vysoké školy Beninská univerzita, jedna z největších v Nigérii.

## Ekonomika
Místní ekonomika je založena na zpracování kaučuku  a palmového oleje, rozvíjí se také potravinářský, dřevozpracující a textilní průmysl. Nízké mzdy a značná nezaměstnanost vedou k rozsáhlému vystěhovalectví: většina Nigerijců, kteří se snaží dostat do Evropy, pochází právě z Benin City a okolí.
Okolní půda je úrodná, pěstuje se zde převážně kaučuk.
Město je v Nigérii známé díky prostituci. Často se jedná i o dětskou prostituci, mnohé děti jsou chudými rodinami prodávány a končí v nevěstincích v některých zemích západní Evropy.

## Kultura
V centru města, které představuje rozsáhlý kruhový objezd, se nachází místní pobočka národního muzea, které vystavuje řadu exponátů z bohatých dějin původního království. Mnohé další jsou rozmístěny i jinde po světě. Budováno je zde nové Muzeum západoafrického umění.
Obnoven byl palác Oba, sídlo někdejšího vládce Beninské řáše, dále socha Emotany, patronky města. Koná se zde řada festivalů různého druhu. Mezi některé z nich patří např. festival Igue, který se koná při příležitosti Nového roku a má představovat obnovu kouzelných sil tradičního panovníka. Přecházejí mu Vánoce a navazuje na něj Nový rok. V Benin City se také pořádá i filmový festival. 
Benin City má i vlastní zoologickou zahradu, umístěnou v jižní části města.

## Doprava

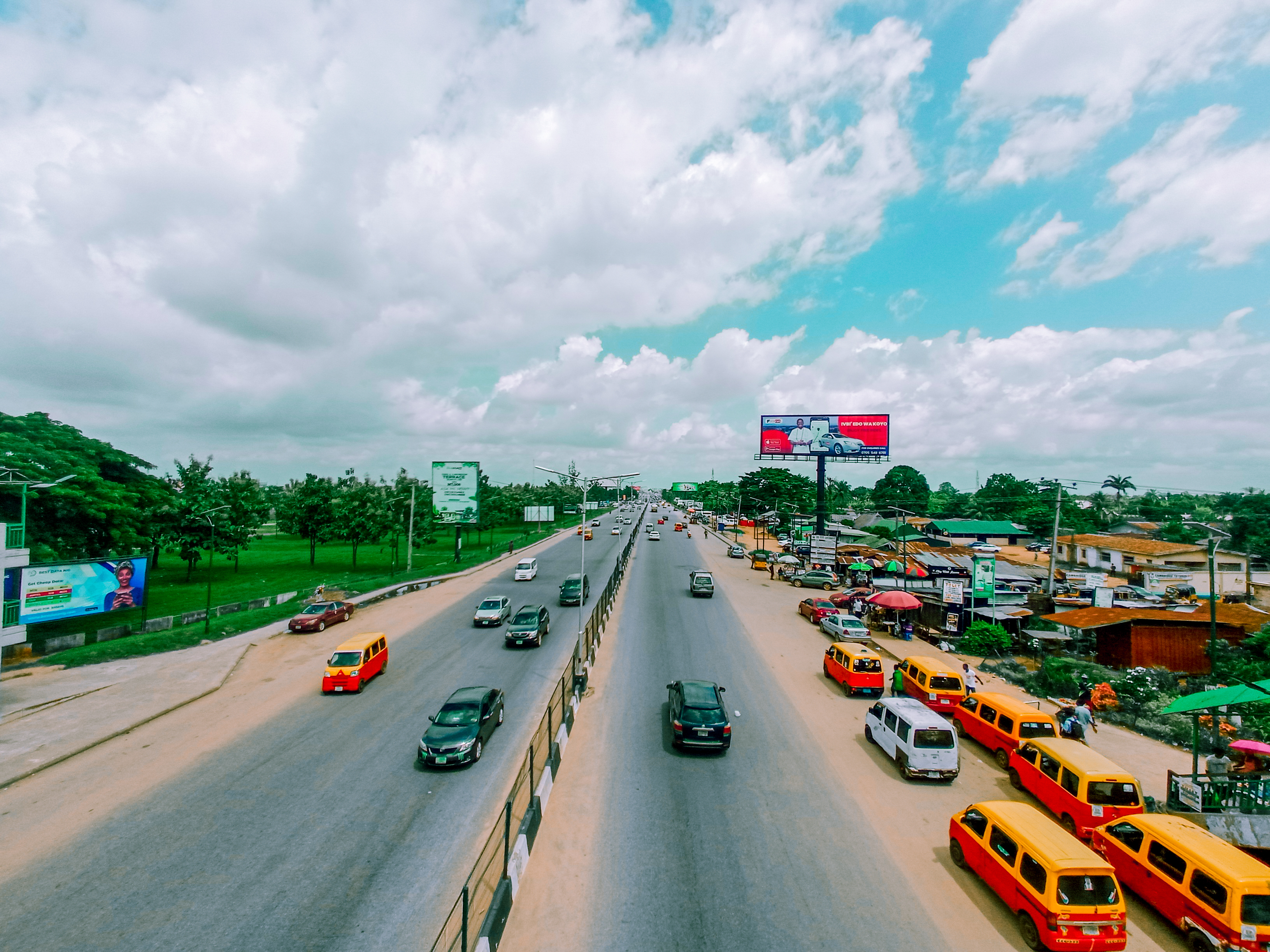
Rušná silnice.

Město nemá napojení na nigerijskou železniční síť. Doprava je tedy vedeny především po silnicích, některé významnější do Benin City směřují. Hlavní komunikace mají podobu čtyřproudých rušných tříd, které se sbíhají v centru města ve zmíněném kruhovém objezdu (Ring Road). Z východní strany existuje silniční okruh. Město má systém světelné signalizace. Výhledově chce zlepšit řízení dopravy technologiemi smart city.
Benin City má rovněž i vlastní letiště.

## Školství

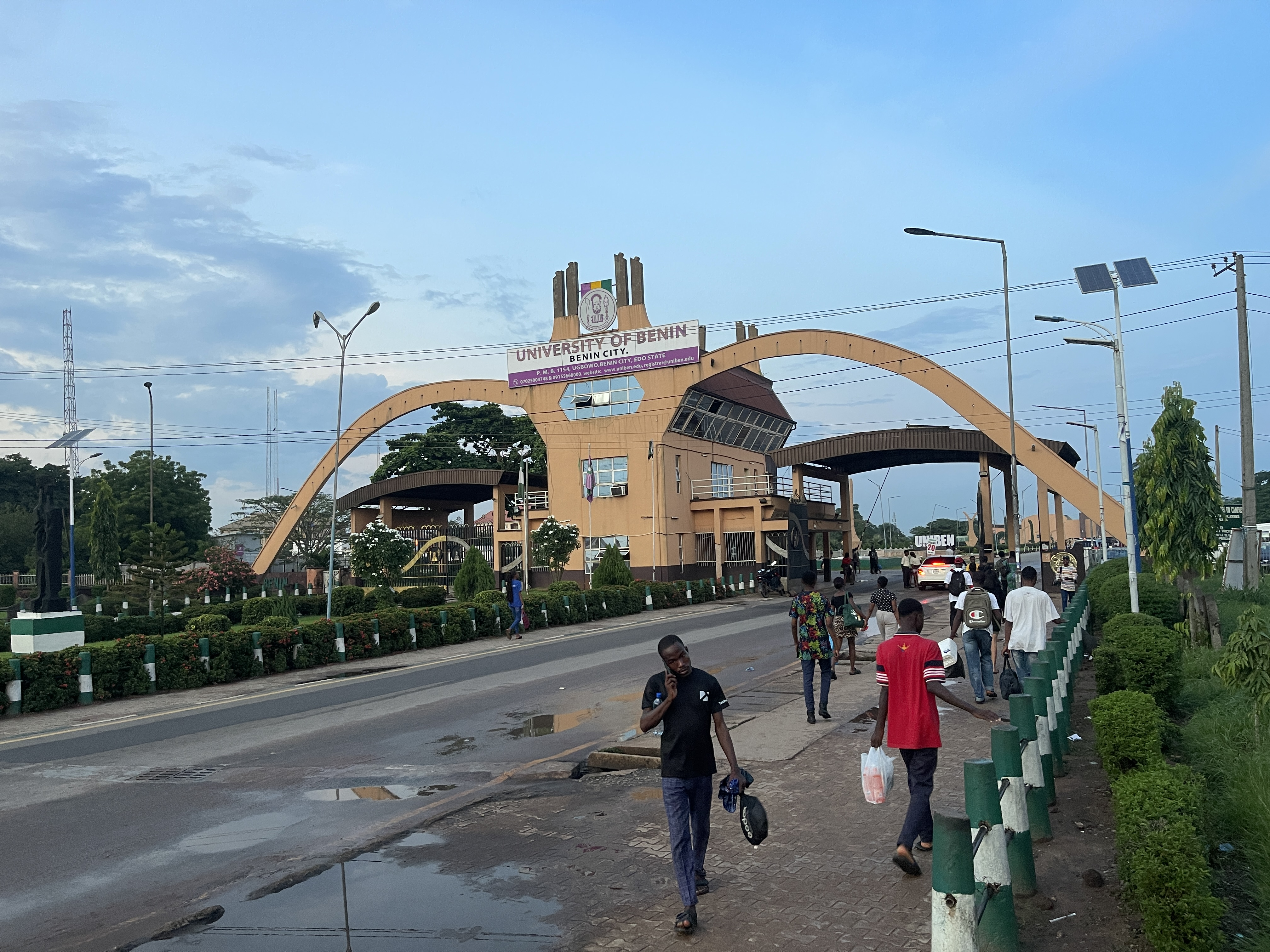
Vjezd do univerzitního kampusu.

Nejvýznamnějšími vzdělávacími institucemi jsou University of Benin a soukromá Igbinedion University. Město má také množství tržišť, muzeum a zoologickou zahradu, konají se zde tradiční folklórní slavnosti igue. Benin City je hlavním světovým centrem křesťanské církve Church of God Mission International, kterou založil v roce 1970 Benson Idahosa. 

## Sport
Hlavní sportovní stadion je Stadion Samuela Ogbemudii, který leží západně od středu města. Je zde atletická dráha a hraje se zde také fotbal.

## Životní prostředí

### Odpadové hospodářství
Studie z roku 2021 zveřejněná v časopise Nature uvedla, že odpadové hospodářství v Benin City neodpovídá standardům, které stanovil stát Edo. Výzkum, provedený na 2700 obyvatelích města dospěl k závěru, že většina z nich nerozumí tomu, jak odpadové hospodářství vůbec funguje nebo má fungovat; není si vědoma dopadů na lidské zdraví, životní prostředí nebo klimatickou změnu.

## Rodáci
- Victor Ikpeba (* 1973), fotbalista
- Nikki Amuka-Bird (* 1976), herečka
- Festus Ezeli (* 1989), basketbalista
- Festus Iyayi (1947–2013), profesor ekonomie a spisovatel
- Nikki Amuka-Bird (* 1976), nigerijsko-britská herečka
- Frank Egharevba (* 1985), nigerijsko-rakouský fotbalista
- Juliet Itoya (* 1986), nigerijsko-španělská skokanka do dálky
- Osayamen Osawe (* 1993), anglický fotbalista
- Isaac Success (* 1996), nigerijský fotbalista
- Kelvin Arase (* 1999), rakouský fotbalista
- Edna Imade (* 2000), nigerijská fotbalistka
- Demi Isaac Oviawe (* 2000), irská herečka
- Rema (* 2000), nigerijská zpěvačka a rapperka[16]